# آلفی کونته-لاکال
آلفی کونته-لاکال (انگلیسی: Alfi Conteh-Lacalle؛ زادهٔ ۱۸ ژانویهٔ ۱۹۸۵) بازیکن فوتبال حرفه‌ای سیرالئونا تبار اسپانیایی است. در اسپانیا به نام آلفی شناخته می‌شود.
وی همچنین در تیم‌های ملی فوتبال زیر ۱۹ سال اسپانیا و سیرالئون بازی کرده‌است.